# Distrito de Purba Champarán
Purba Champarán (en bijari; पूर्वी चंपारण जिला [purva champarán yila]) es un distrito de India en el estado de Bijar.
Comprende una superficie de 3969 km².
El centro administrativo es la ciudad de Motihari.

## Demografía
Según el censo nacional de 2011, Purva Champarán contaba con una población total de 5 082 868 habitantes.

## Otro Champarán
Existe un localidad de 5000 habitantes llamada Champarán, que también es un lugar histórico de la India.
Se encuentra a 53 km al sureste de Raipur (capital del estado de Chattisgarh) y 1216 km al sureste de Nueva Delhi (capital de la India). 
26°50′37″N 84°40′57″E / 26.8437, 84.6826